# Porto Alegre do Piauí
Porto Alegre do Piauí is een gemeente in de Braziliaanse deelstaat Piauí. De gemeente telt 2.567 inwoners (schatting 2009).